# Lichmera lombokia
Papa-mel-de-lombok (Lichmera lombokia) é uma espécie de ave da família Meliphagidae.
É endémica da Indonésia.
Os seus habitats naturais são: florestas subtropicais ou tropicais húmidas de baixa altitude e regiões subtropicais ou tropicais húmidas de alta altitude.